# ميرأباد (سردسير)
میرأباد (بالفارسية: میرآباد) هي قرية تقع في إيران في قسم سردسیر الريفي. يقدر عدد سكانها بـ 659 نسمة .